# Eusynstyela
Eusynstyela is een geslacht van zakpijpen (Ascidiacea) uit de familie Styelidae en de orde Stolidobranchia.

## Soorten
- Eusynstyela beuziti (Monniot C., 1970)
- Eusynstyela floridana (Van Name, 1921)
- Eusynstyela grandis Kott, 1990
- Eusynstyela gravei (Van Name, 1931)
- Eusynstyela hartmeyeri Michaelsen, 1904
- Eusynstyela latericius (Sluiter, 1904)
- Eusynstyela miniata (Sluiter, 1905)
- Eusynstyela misakiensis (Watanabe & Tokioka, 1972)
- Eusynstyela monotestis (Tokioka, 1953)
- Eusynstyela ordinata (Monniot C., 1983)
- Eusynstyela phiala Monniot C., 1991
- Eusynstyela tincta (Van Name, 1902)

Niet geaccepteerde soorten:
- Eusynstyela aliena Monniot C., 1991 → Eusynstyela hartmeyeri Michaelsen, 1904
- Eusynstyela caudata Monniot C. & Monniot F., 1975 → Polycarpa caudata Monniot C. & Monniot F., 1974
- Eusynstyela discoidea Heller, 1877 → Polycarpa discoidea Heller, 1877
- Eusynstyela errans Hartmeyer, 1909-1911 → Polycarpa errans Hartmeyer, 1909
- Eusynstyela imthurni (Herdman, 1906) → Eusynstyela latericius (Sluiter, 1904)
- Eusynstyela transversalis (Tokioka, 1963) → Tibitin transversalis (Tokioka, 1963)